# Lucien Guiguet
Lucien Guiguet (* 26. September 1942 in Cherchell, Algerien) ist ein ehemaliger französischer Pentathlet.

## Karriere
Guiguet war 1968 bei den Olympischen Spielen in Mexiko-Stadt Teil der französischen Mannschaft, die hinter Ungarn und der Sowjetunion die Bronzemedaille gewann. Neben Guiguet bestand diese noch aus Jean-Pierre Giudicelli und Raoul Gueguen. Im Einzelwettbewerb erreichte er den 21. Platz.